# Rodrigo González (músico chileno)
Rodrigo Andrés González Espíndola (Valparaíso, 19 de mayo de 1968) es un músico chileno que ha adquirido la nacionalidad alemana. Es conocido por ser el bajista y cantante de la banda de punk rock alemana Die Ärzte.

## Primeros años
Los padres de González fueron perseguidos políticamente durante la dictadura militar de Augusto Pinochet. Luego se les otorgó asilo político en Hamburgo, Alemania, para iniciar una nueva vida. Inicialmente, vivían con apoyo del sistema de Seguridad Social 
hasta que su padre encontró un trabajo. Rodrigo completó su educación secundaria en el gymnasium Heidberg. Tiene una hermana mayor, Claudia, que también es músico.

## Inicios como músico
Antes de Die Ärzte, inicialmente integró la banda Die Erben. Luego, en 1986, pasó a ser banjista de Die Goldenen Zitronen y luego en 1988, pasó a ser guitarrista de Rainbirds, que dejaría al año siguiente.
Luego, conocería al baterista de Die Ärzte Bela B. en un bar, mientras cantaban canciones de Kiss. Se hicieron amigos y juntos tocaron en S.U.M.P. (que luego pasaría a llamarse Depp Jones) hasta su separación, en 1992.

## Die Ärzte
Die Ärzte se reforma en 1993, luego de su separación ocurrida en 1988.  En ese momento, González pasaría a ser el tercer miembro de la banda, como bajista, reemplazando a Hagen Liebing. El primer disco grabado desde ese entonces fue Die Bestie in Menschengestalt, en ese mismo año.
Además de ser guitarrista, bajista y cantante, también aprendió a tocar batería, teclado y piano de forma autodidacta.
En la grabación del concierto de MTV Unplugged, Rock'n'Roll Realschule, González pasó a ser el director orquestal y arreglista de la mayoría de las canciones del evento.

## Otros proyectos
González es un codueño de su propio sello discográfico, Rodrec. Ha colaborado otros artistas, entre ellos, Knorkator y Abwärts, integrando esta última desde 2004.
En el 2005, González y Bela B. (bajo el nombre de Zwei Fickende Hunde) grabaron el tema "Meister aller Fotzen", cover de la banda Die Kassierer, en conmemoración de su aniversario nº 20.